# 第347歩兵師団 (ベトナム陸軍)
第347歩兵師団（Sư đoàn 347 bộ binh）は、ベトナム人民軍（陸軍）の師団の1つ。

## 歴史
- 1976年4月 - 乂静省において生産師団として編成。第4軍区に隷属
- 1979年 - 中越戦争直前、歩兵師団に緊急改編
- 1979年5月 - ランソン省チャンディン県において、部隊整備を行った。ランソン省軍事指揮部所属の第123連隊、第199連隊を編入すると同時に、第751歩兵連隊と第474砲兵連隊を新設。新編の第5軍に配属された。
- 1980年 - SA-7防空ミサイル中隊を新設
- 1981年5月 - 中国軍による法卡山占領後、第347師団は、連隊規模の反撃を行ったが撃退された。
- 1982年 - 1個戦車大隊を新設

## 編制
- 第123歩兵連隊　（Trung đoàn 123 bộ binh）
- 第199歩兵連隊　（Trung đoàn 199 bộ binh）
- 第751歩兵連隊　（Trung đoàn 751 bộ binh）
- 第474砲兵連隊　（Trung đoàn 474 pháo binh）